# Land's End to John o' Groats

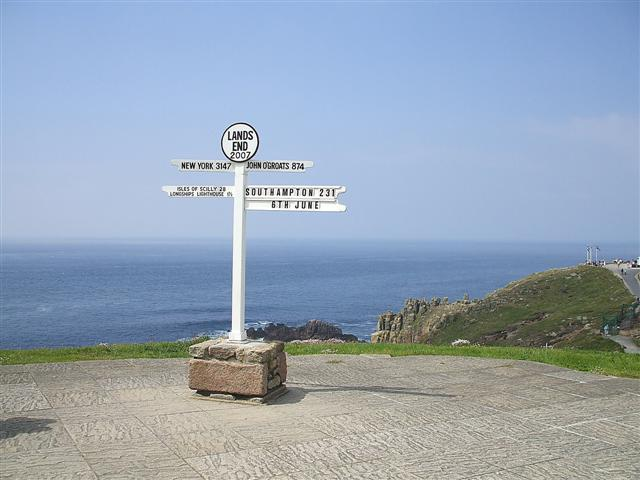
Segnale direzionale posto a Land's End

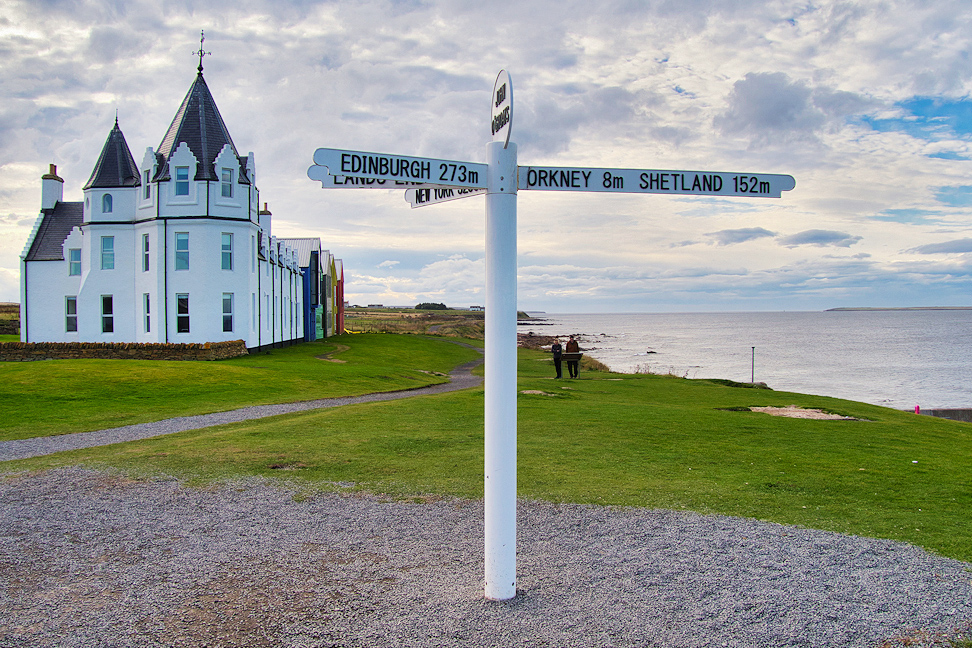
Segnale direzionale posto a John o' Groats

Land's End to John o' Groats è la linea trasversale che passa per l'intera isola della Gran Bretagna partendo dalle sue due estremità a sud-ovest e nord-est. La distanza tradizionale effettuata in automobile è pari a 1.407 km (874 miglia) e, per percorrerla in bicicletta, occorrono dai 10 ai 14 giorni. Il record attuale di percorrenza è di 9 giorni. Coloro che percorrono l'itinerario a piedi effettuano circa 1.900 km (1.200 miglia) e impiegano circa due o tre mesi. Ad ogni estremo del percorso sono posti due segnali direzionali, che indicano la distanza a partire dall'altro punto:
- Land's End, nell'estremo sud-ovest (ma non corrisponde al punto più a sud o più a ovest) della Gran Bretagna, situato nella Cornovaglia occidentale, al termine della penisola di Penwith. Il riferimento O.S. è SW342250, codice postale TR19 7AA. Il punto più meridionale della Gran Bretagna è in realtà Capo Lizard.
- John o' Groats è il punto tradizionalmente riconosciuto come estremo nord della Scozia, escluse le isole. È situato nel territorio nord-orientale di Caithness. Il riferimento O.S. è ND380735, codice postale KW1 4YR. Il punto effettivo più settentrionale è situato a Dunnet Head, nelle vicinanze. Il punto effettivamente più lontano da Land's End è Duncansby Head, a circa 3 km (2 miglia) da John o' Groats.

La distanza in linea retta da Land's End a John o' Groats misura 970 km (603 miglia), determinata dal riferimento O.S., ma tale linea passa attraverso una serie di zone d'acqua all'interno del mare d'Irlanda.
Secondo un atlante stradale del 1964, la via più breve utilizzando strade principali era di 1.363 km (847 miglia), mentre secondo un atlante del 2008, la strada più breve era di 1.349 km (838 miglia). Nel 2011 un pianificatore di itinerari online calcolò il percorso più breve su strada attestandolo a 1.349 km (838 miglia), stimando un tempo di percorrenza di 15 ore e 48 minuti (utilizzando le strade A30, M5, M6, A74(M), M74, M73, M80, M9, A9 & A99). Tuttavia, il percorso complessivamente più breve via strada, utilizzando anche strade secondarie e ponti moderni, è stato ridotto a circa 1.310 km (814 miglia). Questo percorso è il seguente: Land's End, Bodmin, Okehampton, Tiverton, Taunton, Bridgwater, Avonmouth Bridge, Severn Bridge sulla M48, Monmouth, Hereford, Shrewsbury, Tarporley, St Helens, Preston, Carlisle, Beattock, Carstairs, Whitburn, Falkirk, Stirling, Crieff, Kenmore, Dalchalloch, A9, Inverness, Kessock Bridge, Cromarty Bridge, Dornoch Firth Bridge, Latheron, Wick, John o' Groats.